# Riverdale (Archie Comics)
Riverdale ist eine fiktive Stadt in den Vereinigten Staaten, in der die meisten Figuren der Archie Comics leben. Über den genauen geografischen Standort der Stadt gibt es widersprüchliche Angaben. Riverdale liegt in der Nähe der ebenfalls fiktiven Stadt Greendale, bekannt aus der Comicreihe Sabrina the Teenage Witch.  In der Fernsehserie Riverdale wird Riverdale ebenfalls in der Nähe von Greendale verortet, genau wie in der Serie Chilling Adventures of Sabrina.

## Überblick
Riverdale ist der Schauplatz der Geschichten im Archie-Comics-Universum. Es wird normalerweise als mittelgroße Stadt (möglicherweise ein Vorort einer größeren Stadt) mit allen üblichen Einrichtungen wie Einkaufszentren, Restaurants und Parks dargestellt. In den ersten Archie-Geschichten aus den 1940er Jahren wurde es als Riverdale, New York dargestellt, ein echtes Viertel in Bronx. In Jackpot Comics #5 (Frühjahr 1942), einer Geschichte von Bob Montana, unternimmt die Clique eine Flussfahrt. Dabei sind zentrale Orte von Riverdaler der Hudson River und der Bear Mountain State Park. Riverdale hat Strände, Seen, Flüsse, Wüsten, Ackerland, Wälder, Berge und Ebenen. Klimatisch gibt es vier Jahreszeiten mit Klimaveränderungen.
Der Herausgeber von Archie Comics, John L. Goldwater, und der ursprüngliche Archie-Zeichner Bob Montana waren sich über die Inspiration für Riverdale nicht einig. Goldwater sagte, es basiere auf seiner Heimatstadt Hiawatha in Kansas, und Montana sagte, die High School der Stadt sei seiner eigenen in Haverhill in Massachusetts nachempfunden, wo in den Comics eine Replik von Auguste Rodins berühmter Statue Der Denker steht.
In der Pilotfolge der Riverdale-Serie (2017) wird Riverdale in „Rockland County, New York“ lokalisiert. Anders als das reale Rockland County wird es hier jedoch kleiner und abgelegener dargestellt, teilweise nahe der Grenze zu Kanada.

## Riverdale High School
Die Riverdale High School ist die örtliche High School von Riverdale, wo Archie und seine Freunde die 11. Klasse besuchen. Die Schulfarben sind Blau und Gold und die Schulzeitung heißt Blue and Gold.
Nur wenige Mitarbeiter der Riverdale High School tauchen regelmäßig in den Comics auf: dazu gehören der Schuldirektor Mr. Weatherbee, die Klassenlehrerin Miss Grundy, der Chemielehrer Mr. Flutesnoot, die Geschichtslehrerin Miss Haggly, die Sportlehrer Coach Kleats und Coach Clayton, die Kantinenköchin Miss Beazley, der Hausmeister Mr. Svenson, die Sekretärin Miss Phlips und der Schulrat Mr. Hassle.
In der Fernsehserie werden in Riverdale häufig folgende Mitarbeiter gezeigt: Mr. Weatherbee (Direktor), Miss Grundy (ehemalige, verstorbene Musiklehrerin), Coach Clayton (Footballtrainer) und Mr. Svenson (Hausmeister).
In der fünfteiligen Miniserie Faculty Funnies (Juni 1989 – Mai 1990) des Autors George Gladir und des Zeichners Stan Goldberg gründen die Fakultätsmitglieder Mr. Weatherbee, Mr. Flutesnoot, Miss Grundy und Coach Clayton nach einem Laborunfall bei Archies Wissenschaftsprojekt heimlich das Superheldenteam The Awesome Foursome. Sie verlieren ihre Kräfte, nachdem sie einen chemischen Brand gelöscht haben.
Die Serie Archie at Riverdale High erschien 113 Mal (August 1972 – Februar 1987).  Darauf folgte Riverdale High mit sechs Ausgaben (August–Juni 1990). Nach einer kurzen Pause wurde sie in Archie's Riverdale High umbenannt und dann mit Ausgabe Nr. 8 (August–Oktober 1991) eingestellt.

## Wichtige Orte
- Pop Tates Chocklit Shoppe, das Diner, das von der Jugendlichen häufig besucht wird.
- Pickens Park, der nach dem fiktiven Bürgerkriegshelden General Pickens benannte Gemeindepark.
- Das Lodge Mansion, die große und luxuriöse Villa der wohlhabenden Veronica Lodge und ihrer Eltern.
- Das Haus der Andrews, das Haus der Jones und das Haus der Coopers.
- Dilton Doileys Wissenschaftslabor, eine häusliche Einrichtung, in der Dilton Experimente durchführt.
- Chuck Claytons Studio, dort zeichnet Chuck seine Cartoons.
- Der Strand, an dem Archie und seine Freunde im Sommer viel Zeit verbringen.
- Die Riverdale Mall, ein Einkaufs- und Unterhaltungszentrum.
- Die Blossom Mansion, die Villa, in dem die wohlhabende Cheryl Blossom und ihre Familie leben.
- Riverdale High, Highschool.
- Der Bunker

## Nachbarorte
Zu den nahegelegenen Städten gehören Greendale und Midvale. Greendale ist die Heimat von Sabrina, der Teenagerhexe, die einst in Riverdale lebte, aber schließlich umzog.
Viele Charaktere, die in Josie und die Pussycats auftreten, stammen aus Midvale.
Der größte schulische und sportliche Rivale der Riverdale High School ist die Central High School in einer anderen nahegelegenen Gemeinde. Die Central High scheint nur aus Antagonisten zu bestehen. Bei den meisten Begegnungen zeigen die Central-Schüler unsportliches Verhalten und betrügen. Trainer und Lehrer fördern dieses Verhalten sogar. Die Teamfarben der Central High sind meist leuchtend rot und silberweiß.
In der vierten Staffel der Serie wird Stonewall Prep häufig als eine der nahegelegenen Rivalenschulen erwähnt. Die Schüler tragen Kaninchen-Masken und Äxte, um  Neuankömmlinge und Feinde einzuschüchtern.
Die Pembrooke Academy ist eine Privatschule, die von den Geschwistern Cheryl und Jason Blossom und ihren Freunden Bunny und Cedric teilweise besucht wird. Sie blicken auf die Schüler von Riverdale herab. Andere Schulen, die als Rivalen von Riverdale gelten, sind die Hadley High und die Southside High.
In einem Comic enthält ein nach Riverdale geschickter Brief ein „U.“ anstelle des Bundesstaates und die Postleitzahl 10543 (was im wirklichen Leben Mamaroneck, New York, der Heimat von Michael Silberkleit, einem Herausgeber von Archie Comics, ist).

## In anderen Medien
- In der Simpsons-Folge Tingeltangel-Bob (Folge 2F02) haben mehrere Charaktere von Archie Comics einen Cameo-Auftritt, darunter Archie Andrews, Reggie Mantle, Moose Mason und Jughead Jones. In der Folge ist auch eine Ausgabe von Archie Comics zu sehen.
- In der Simpsons Folge Stammesfehde (Folge ZABF02) führen Schüler der Springfield Elementary Szenen auf, die sie selbst geschrieben haben und die auf Fernsehsendungen und YouTube basieren, darunter eine Szene aus Riverdale.